# 徐秋芳
徐秋芳（1963年—），浙江东阳人，汉族，中华人民共和国政治人物、全国人民代表大会浙江地区代表。
毕业于浙江大学土壤学专业，加入九三学社。担任浙江农林大学教授。2008年起担任全国人大代表。2013年，被选为全国人大代表。